# SpaceX CRS-18
SpaceX CRS-18, también conocida como SpX-18, fue una misión de los Servicios Comerciales de Abastecimiento de la Estación Espacial Internacional, lanzada el 25 de julio de 2019 a bordo de un cohete Falcon 9. La misión fue contratada por la NASA y es operada por SpaceX. 

## Historial de lanzamientos
En febrero de 2016, se anunció que la NASA había otorgado una extensión de contrato a SpaceX para cinco misiones adicionales de CRS (desde CRS-16 a CRS-20). En junio de 2016, un informe del inspector general de la NASA tenía esta misión destinada para diciembre de 2018, pero esto se retrasó hasta mayo de 2019.

## Carga útil principal
La NASA contrató dicha misión a SpaceX, determinándose, por tanto, la carga útil primaria, fecha y hora de lanzamiento y los parámetros orbitales para la cápsula espacial Dragon. Llevaba consigo el tercer adaptador de acoplamiento internacional (IDA-3).

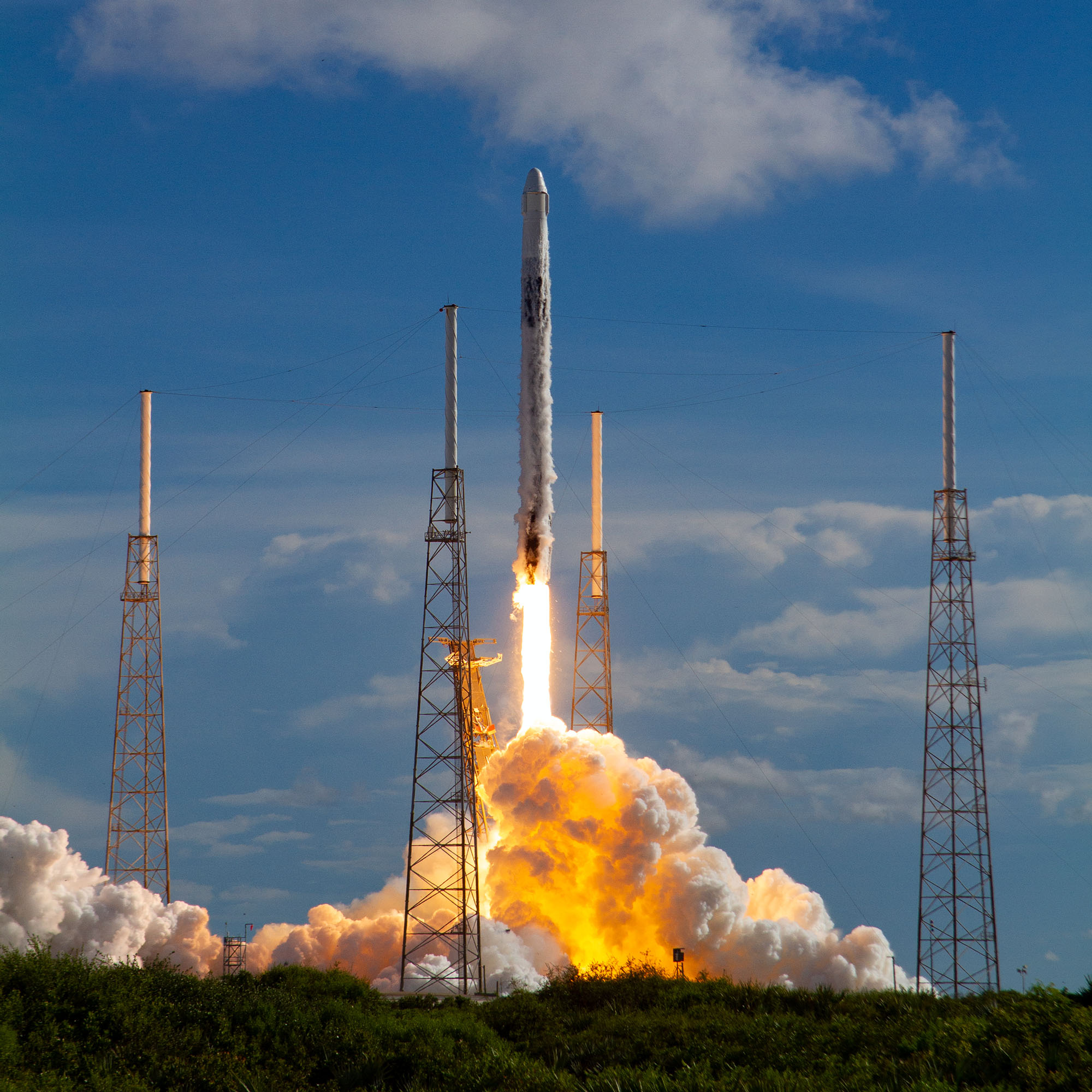
Lanzamiento de CRS-18

El siguiente es un desglose de la carga con destino a la Estación Espacial internacional:
- Investigaciones científicas: 1192 kg
- Suministros de la tripulación: 233 kg
- Hardware del vehículo: 157 kg
- Equipo de caminata espacial: 157 kg
- Recursos informáticos: 17 kg
- Cargas externas: IDA-3 534 kg[7]
La nave espacial Dragon también contó con un puñado de baldosas cerámicas con escudo térmico, destinadas a probar en vuelo un componente crítico de la nave espacial Starship de SpaceX.[8]